# Кек, Ховард Брайтон
Ховард Брайтон Кек (англ. Howard Brighton Keck; 20 сентября 1913, Тринидад, Калифорния — 14 декабря 1996, Санта-Моника, Калифорния) — американский бизнесмен. Был владельцем и заводчиком чистокровных скаковых лошадей, а также владельцем автогоночной команды, которая дважды выиграла Индианаполис 500.

## Биография
Ховард Брайтон Кек родился в Тринидаде, Калифорния, и был вторым из шести детей Уильяма Майрона Кека, основателя компании Superior Oil Company of California.

### Карьера
После смерти отца в 1964 году, Ховард основал нефтяную компанию Superior Oil. Он вложил значительные средства в разведку новых ресурсов и в производственные системы компании, что сделало её крупнейшей независимой нефтедобывающей компанией в Северной Америке. В марте 1984 года Superior Oil была продана Mobil Corporation за 5,7 миллиарда долларов.

### Благотворительность
Ховард возглавлял благотворительный фонд У.М. Кека, созданного его отцом[проверить перевод]. Благотворительный фонд предоставил существенное финансирование многочисленным научно-техническим учреждениям и проектам, Включая Центр международных и стратегических исследований Кека в Клермонтском колледже Маккенны в Клермонте, Калифорния, Медицинскую школу Кека при USC, Музей наук о Земле и минеральной инженерии в Университете Невады в Рино, Ховард Кек Холл в Университете Райса и в программе Премий Кека для выдающихся молодых ученых.
В 1985 году Кек отдал 70 миллионов долларов Калифорнийскому технологическому институту на финансирование проектирования и строительства телескопа Кек I на вершине спящего вулкана Мауна-Кеа на Гавайях. При Ховарде Кеке капитал фонда вырос с 250 миллионов долларов до более чем 1,2 миллиарда долларов, и как одна из ведущих организаций, предоставляющих гранты в США, выделил более миллиарда долларов.

### Спорт
Помимо обладания победившей команды в Индианаполис 500 в 1953 и 1954 годах, Ховард Кек и его жена Элизабет были видными фигурами в американской индустрии чистокровных скачек. Наиболее примечательно, что Кек владел и разводил американскую лошадь, которая выиграла дерби Кентукки 1986 года и классический Кубок заводчиков 1987 года.

### Личная жизнь
Ховард Кек проживал в особняке, позже принадлежавшем Теду Филду, расположенному по адресу 1244 Moraga Drive в закрытом жилом комплексе Moraga Estates в Бель-Эйр, Калифорния. Изначально Ховарду принадлежала земля, которая впоследствии стала Moraga Estates, и он продал ее застройщику в 1970-х годах, когда она была превращена в закрытый жилой комплекс на 40 жилых домов.

### Смерть
Ховард Брайтон Кек умер в 1996 году в возрасте 83 в медицинском центре Святого Иоанна в Санта-Монике, Калифорния.

## Награды
Малая планета 5811 Кек была названа в честь Ховарда Кека. Это название было дано в честь открытия второго телескопа Кека 8 мая 1996 года.